# Clan Hori
Il clan Hori (堀氏?, Hori-shi) fu un clan del Giappone feudale della provincia di Mino discendente da Fujiwara no Uona. Il clan era diviso in tre rami; il ramo più noto, quello di Hori Hidemasa fu servitore prima di Oda Nobunaga e poi di Toyotomi Hideyoshi.
Con l'avvento dello shogunato Tokugawa e un reddito di 17.000 koku, il ramo più ricco degli Hori, situato a Iida (Prefettura di Nagano), apparteneva al più piccolo Tozama daimyō del periodo Edo. All'inizio del periodo Edo, tuttavia, la famiglia aveva un reddito totale di circa 500.000 Koku fino a quando, dopo una disputa per la successione tra Hori Tadatoshi, Naokiyo e Naoyori avvenuta nel 1610, lo Shōgun Tokugawa Ieyasu privò i primi due dei loro territori e li bandì dalle loro terre.

## Genealogia[1]

### Ramo principale
- Hidemasa (秀政?; 1553-1590) servì Oda Nobunaga e poi Toyotomi Hideyoshi, da cui ricevette nel 1581 il castello Nagahama (Ōmi). L'anno seguente partecipò alla battaglia di Yamazaki contro Akechi Mitsuhide e prese il controllo del castello di Sakamoto. Nel 1583 ricevette il dominio di Sawayama (Ōmi) con 90.000 Koku e 1585 Kitanojo (Echizen) con 180.850 koku. Hidemasa morì durante l'assedio di Odawara.
- Hideharu (秀治?; 1567-1606), figlio di Hidemasa, ricevette dopo la morte di suo padre il dominio di Kitanojo e poi con il trasferimento di Uesugi Kagekatsu ad Aizu nel 1598, gli venne affidato il ricco dominio di Kasugayama (Echigo) da 300.000 Koku.
- Tadatoshi (忠俊?; 1596-1622), figlio di Hideharu, fu deposto nel 1610 ed esiliato nella provincia di Mutsu.

### Ramo di Iida
- Chikayoshi (親良?; 1580–1637), altro figlio di Hidemasa, ricevette nel 1598 il dominio di Zaodo (più tardi rinominato dominio di Nagaoka) da 40.000 koku, consegnato successivamente al figlio adottivo Tsuruchiyo (鶴千代?; 1598? -1606) a causa di malattia nel 1602, e ricevette successivamente nel 1611 nel dominio di Mōka (Shimotsuke) e poi nel 1627 Karasuyama (Shimotsuke). I suoi discendenti furono trasferiti nel 1672 a Iida (Shinano) con 17.000 koku e vi rimasero fino al rinnovamento Meiji. Con l'abolizione del sistema han divennero visconti con il nuovo sistema Kazoku.

### Ramo di Tamatori
- Toshishige (利重?; 1581–1638), fratello di Hidemasa, fondò un altro ramo del clan a Tamatori (Hitachi) da 10.000 koku fino al 1679.

### Ramo di Okuda[2]
- Naomasa (直政?; 1547-1609) figlio di Okuda Naozumi e della sorella di Hidemasa, servì quest'ultimo e assunse il cognome Hori nel 1585. Successivamente servì Toyotomi Hideyoshi, che gli diede nel 1598 come ricompensa Sanjō (Echigo) da 50.000 koku. Naomasa ebbe diversi figli che divennero progenitori di altri tre rami.
  -  Naokiyo / Naotsugu (直清? / 直次?; 1573-1641), figlio maggiore di Naomasa ricevette Sanjō ma fu deposto nel 1610 ed esiliato alla provincia di Dewa che concluse la linea di questo ramo.
  - Naoyori (直寄?; 1577-1639) figlio di Naomasa, ricevette Sakato (Echigo) nel 1598, a cui fu aggiunto nel 1610 da Iiyama (Shinano). Partecipò all'assedio di Osaka al fianco di Ieyasu. Risiedeva nel 1616 nel castello di Nagaoka (Echigo) e dal 1618 a Murakami (Echigo). Questo ramo rimase in quel dominio fino alla morte del nipote Naotsugu (直政?; 1614-1638).
    - Naotoki (直時?; 1616-1643), secondogenito di Naoyori, ricevette Yasuda nel 1639 ecedette a Muramatsu (Echigo) a suo figlio dove i suoi discendenti risiedettero fino al 1868. Visconti dopo il rinnovamento Meiji.

  - Naoyuki (直之?;Kazusa, 1585-1642) fondatore di un nuovo ramo che passò al figlio dal 1642 a Kariya (Kazusa), dal 1668 a Yawata (Kazusa) e dal 1698 al 1868 a Shiiya (Echigo) con un reddito di 10.000 koku.
  - Naoshige (直重?; 1585-1617) prese parte alla battaglia di Sekigahara nel 1600 e fu ringraziato con il dominio di Yahagi (Shimōsa) e dopo l'assedio di Osaka venne spostato nel dominio di Suzaka (Shinano) da 12.000 koku dove risiedettero fino al 1868. Visconti dopo il rinnovamento Meiji.

Mon del ramo Hori-Muramatsu
Mon del ramo Hori-Shiiya
Mon del Hori-Suzaka